# Eilema bipartita
Eilema bipartita är en fjärilsart som beskrevs av Aurivillius 1910. Eilema bipartita ingår i släktet Eilema och familjen björnspinnare. Inga underarter finns listade i Catalogue of Life.